# منى سينغ
منى سينغ هي عارضة ومقدمة تلفزيونية وممثلة هندية، ولدت في 8 أكتوبر 1981 في الهند.

## أعمال

### أفلام
- (2010) 3 بلهاء

## وصلات خارجية
- منى سينغ على موقع IMDb (الإنجليزية)
- منى سينغ على موقع قاعدة بيانات الفيلم (الإنجليزية)